# Lotta libera ai Giochi della X Olimpiade - Pesi medio-massimi
La competizione della categoria pesi medio-massimi (fino a 87 kg) di lotta libera dei Giochi della X Olimpiade si è svolta dal 1° al 3 agosto al Grand Olympic Auditorium in Los Angeles.

## Formato
Ad ogni incontro venivano assegnate le seguenti penalità:
- 0 = Al vincitore per schienata
- 1 = Al vincitore ai punti
- 3 = Allo sconfitto

Con cinque punti o più di penalità il lottatore veniva eliminato.

## Risultati
| Legenda                                  | Legenda |
| ---------------------------------------- | ------- |
| Lottatore con 5 penalità o più Eliminato |         |

### 1º Turno
| Vincitore       | Pen. | Risultato | Sconfitto      | Pen. |
| --------------- | ---- | --------- | -------------- | ---- |
| Peter Mehringer | 0    | Schienata | Thure Sjöstedt | 3    |
| Eddie Scarf     | 0    | Schienata | Harry Madison  | 3    |

### 2º Turno
| Vincitore       | Pen. | Risultato | Sconfitto     | Pen. |
| --------------- | ---- | --------- | ------------- | ---- |
| Thure Sjöstedt  | 4    | Ai punti  | Eddie Scarf   | 3    |
| Peter Mehringer | 0    | Schienata | Harry Madison | 6    |

### 3º Turno
| Vincitore       | Pen. | Risultato | Sconfitto   | Pen. |
| --------------- | ---- | --------- | ----------- | ---- |
| Peter Mehringer | 1    | Ai punti  | Eddie Scarf | 6    |
| Thure Sjöstedt  | 4    | -         | Esente      |      |

## Classifica finale
| Pos.    | Atleta          | Nazione     |
| ------- | --------------- | ----------- |
| Oro     | Peter Mehringer | Stati Uniti |
| Argento | Thure Sjöstedt  | Svezia      |
| Bronzo  | Eddie Scarf     | Australia   |
| 4       | Harry Madison   | Canada      |